# Coelophoris lakato
Coelophoris lakato là một loài bướm đêm trong họ Noctuidae.